# Paraguaçu Paulista
Paraguaçu Paulista este un oraș în São Paulo (SP), Brazilia.